# Антисемитизм — это социализм дураков
«Антисемитизм — это социализм дураков» (нем. "Der Antisemitismus ist der Sozialismus der dummen Kerle") — утверждение, опровергающее теорию, что еврейское богатство и власть являются источником социальной несправедливости.
По словам британского историка Ричарда Эванса, вероятно, этот тезис был придуман австрийским демократом Фердинандом Кронаветером, но обычно приписывается немецкому социал-демократу Августу Бебелю, а иногда и Карлу Марксу. К 1890-м годам это выражение было широко распространено среди немецких социал-демократов.
Лео Штраус утверждал, что советский лидер Иосиф Сталин намеренно импортировал нацистские идеи о евреях, считая, что «социализм дураков» — это хорошо, потому что дураки — обычное дело.